# Visto umanitario
Un visto umanitario è un visto d'ingresso concesso da alcuni paesi per motivi umanitari, in ottemperanza all'obbligo internazionale di proteggere rifugiati perseguitati nei loro paesi di origine. I criteri della Convenzione relativa allo statuto dei rifugiati sono spesso utilizzati per valutare se c'è o meno una legittima richiesta di protezione.
Le regole sui visti umanitari variano da paese a paese.

## Svizzera
La Svizzera è uno dei pochi paesi al mondo a concedere visti umanitari presso le sue ambasciate all'estero, sotto condizione che ci siano ragioni evidenti e ben fondate per supporre che quel particolare richiedente si trovi in una situazione di pericolo di vita immediato, grave e concreto. La domanda deve essere inoltrata presso l'ambasciata svizzera del paese d'origine del richiedente. Nel caso in cui il richiedente si trovasse già in un paese terzo ritenuto sicuro, viene generalmente a cadere l'assunzione di immediato pericolo di vita.
Nel maggio 2018 l'Alto Commissariato delle Nazioni Unite per i Rifugiati ha criticato il fatto che questa pratica fondamentalmente esclude dal visto umanitario tutte quelle persone che, pur perseguitate o comunque in pericolo, si trovano in un paese in cui non vi sia un'ambasciata svizzera, come in Eritrea, o in cui l'ambasciata sia stata provvisoriamente chiusa per motivi di sicurezza, come in Siria.
La legge svizzera in materia d'asilo prevedeva in passato la possibilità di inoltrare domanda d'asilo in Svizzera direttamente dall'estero presso le ambasciate svizzere (in tedesco: Botschaftsverfahrens, in francese: procédure d'ambassade, in italiano: procedura all'ambasciata). Questa procedura è stata abolita il 28 settembre 2012. Rimane comunque in vigore la possibilità di richiedere un visto umanitario all'estero.

## Unione europea
L'Unione europea non prevede alcun visto umanitario.
Il 7 febbraio 2017 Paolo Mengozzi, allora avvocato generale alla Corte di Giustizia europea, inoltrò domanda di pronuncia pregiudiziale presso la corte, in cui chiedeva di pronunciarsi in merito ad un eventuale obbligo per gli Stati membri di rilasciare un visto umanitario presso le loro ambasciate all'estero nell’ipotesi di un rischio comprovato di violazione degli articoli 4 e/o 18 della Carta dei diritti fondamentali dell'Unione europea.
La Corte di giustizia europea (CGCE), in risposta a questa richiesta, stabilì il 7 marzo 2017 che gli stati membri non sono tenuti, in forza del diritto dell’Unione, a concedere un visto umanitario alle persone che intendono recarsi nel loro territorio con l’intenzione di chiedere asilo, ma restano liberi di farlo sulla base del rispettivo diritto nazionale. Il giudice ha anche espressamente dichiarato che l'articolo 4 "non può essere interpretato nel senso di imporre agli Stati firmatari di ammettere nel loro territorio ogni persona che vive una situazione catastrofica".
L'introduzione di visti umanitari a livello europeo è stata suggerita, tra gli altri, da Alexander Betts, direttore del Refugee Studies Centre dell'Università di Oxford. Betts cita questi visti come una possibile alternativa alla permanenza dei rifugiati nei campi profughi (spesso strutture di fortuna e sovraffollate, con risorse minime per l'igiene, l'assistenza sanitaria o l'istruzione) o al loro ingresso illegale a seguito di viaggi pericolosi (quasi sempre organizzati da trafficanti a costi molto elevati), che rappresenta al momento l'unico modo per i rifugiati e le loro famiglie di inoltrare una richiesta di asilo in Europa.

## Belgio
Nel 2013 il Belgio ha stabilito un programma di reinsediamento di rifugiati da paesi terzi, accettando inizialmente di reinsediarne 100. Tuttavia, a causa della crisi dei rifugiati siriani, il governo belga ha annunciato nel novembre 2014 che avrebbe aumentato la sua quota di reinsediamento fino ad un massimo di 300 individui, di cui 225 siriani (dal Libano) e 75 rifugiati congolesi (dal Burundi). La decisione finale riguardante la dimensione della quota del Belgio e l'assegnazione dei rifugiati appartiene al Segretario di Stato per la politica d'asilo e la migrazione del paese.
Il Belgio non ha altri programmi di questo tipo e nella normativa nazionale non c'è alcun riferimento esplicito a visti umanitari. Tuttavia, su base discrezionale, il Segretariato di Stato per la politica d'asilo e la migrazione e il Servizio pubblico federale degli affari interni concedono visti sulla base di "motivi umanitari", che possano essere sia a breve (tipo C) che a lungo termine (tipo D).

## Russia
La Russia può rilasciare visti umanitari agli apolidi o ai cittadini di paesi come gli Stati Uniti, qualora considerati potenzialmente da questi paesi stessi come potenzialmente ostili, come nel famoso caso di Edward Snowden. Inoltre visti possono essere rilasciati a persone che viaggiano per una varietà di motivi tra cui scambi culturali o politici, eventi sportivi, conferenze scientifiche o tecniche e fornitura di servizi temporanei specializzati come il soccorso umanitario.

## Argentina
Dal 2014, l'Argentina ha accettato alcuni rifugiati provenienti dalla Siria attraverso un programma di visti umanitari noto come Programa Siria ("Programma Siria"), pensato in particolare per le persone colpite dalla guerra in Siria. Adottando un modello di reinsediamento basato sulla sponsorizzazione - invece di un programma di reinsediamento tradizionale - il Programa Siria argentino prevede la cessione di visti umanitari temporanei a cittadini siriani che sono sponsorizzati per i loro costi di vita da individui, organizzazioni o istituzioni argentine. Alla scadenza del visto temporaneo, i beneficiari possono richiedere il permesso di soggiorno permanente.
Da quando il programma è stato adottato, l'Alto Commissariato delle Nazioni Unite per i Rifugiati ha lavorato con il governo argentino per rafforzarlo e consolidarlo e per valutare le possibilità di estendere un modello simile a rifugiati provenienti da altri paesi di difficoltà.

## Brasile
Il Brasile rilascia visti umanitari a cittadini o apolidi residenti in paesi che vivono situazioni di grave instabilità, conflitti armati, disastri o violazioni dei diritti umani. Il Brasile ha designato Haiti e la Siria per questo tipo di visti. Il visto è concessa inizialmente per due anni, al termine dei quali il richiedente può richiedere il permesso di soggiorno.

## Stati Uniti
Negli Stati Uniti, i visti umanitari sono noti anche come humanitarian parole, che sono visti a breve termine, in genere per un massimo di un anno, concessi in caso di soccorso umanitario urgente.
In circostanze eccezionali questi visti umanitari possono essere concessi anche a persone che altrimenti non potrebbero entrare negli Stati Uniti, tuttavia questi visti alla scadenza non permettono loro di poter inoltrate richiesta di permesso di soggiorno.

## Canada
La legge canadese prevede la possibilità di fare richiesta dall'estero di asilo politico o di inserimento tra le quote di rifugiati, fermo restando il soddisfacimento di determinati criteri umanitari e di altri requisiti - tra cui, per esempio, la sponsorizzazione finanziaria da parte di un'organizzazione o di un gruppo di almeno cinque cittadini canadesi o residenti in Canada. È pertanto prevista anche una procedura per registrarsi come sponsor. Il numero di rifugiati ammessi in questo modo è tuttavia limitato ad un tetto massimo. Per esempio, nel 2017 il Canada ha fissato un tetto massimo di 1000 rifugiati sponsorizzabili privatamente dalla Siria e dall'Iraq.